# História Eclesiástica do Povo Inglês
História Eclesiástica do Povo Inglês (no original em latim: Historia ecclesiastica gentis Anglorum) é um livro escrito por São Beda, para contar a história do cristianismo e dos ingleses. Acredita-se que foi completado em 731 d.C., quando Beda tinha 60 anos de idade. É o primeiro livro a ter notas de rodapé.